# Франконське герцогство
Франконське герцогство (нім. Herzogtum Franken) — одне з п'яти племінних герцогств Східно-Франкського королівства та середньовічного Німецького королівства, що виникло на початку X століття. 

## Географія
Герцогство простягалося вздовж долини річки Майн від її злиття з Верхнім Рейном до баварського маркграфства Нордгау, на території сучасного баварського регіону Франконія, прилеглих південних частин Вільної держави Тюрингія, півночі Баден-Вюртемберг (тобто Рейн-Неккар і Гайльбронн-Франкен) і Гессен. Містив кілька Гау на лівому березі Рейну навколо міст Майнц, Шпаєр і Вормс, що складаються з сучасного Рейнгессен і регіон Пфальц.
Розташоване у центрі майбутнього Німецького королівства приблизно в 919 році, воно межувало з Саксонським герцогством на півночі, Лотаринзьким королівством (згодом з Верхньою та Нижньою Лотарингією) на заході, Швабським герцогством на південному заході та Баварським герцогством на південному сході.

## Історія
На території Франконії проживало германське плем'я франків. У V столітті територія пізнього герцогства Франконія входила до складу Тюринзького королівства, проте у 527 році вона була завойована франками. Для керування нею франкські королі призначали герцогів, які мали резиденцію у Вюрцбургу, проте відомо про них дуже мало.
Після розпаду імперії Каролінгів Франконія опинилася у складі Східно-Франкського королівства. Поступово в ній посилилися два роди — франконські Бабенберги і Конрадини, які вели між собою боротьбу за владу Франконії. Переможцями зрештою на початку X століття вийшли Конрадини, які вигнали Бабенбергів із Франконії.
Очільник роду Конрадинов — Конрад Старший, скориставшись слабкістю королівської влади після смерті короля Арнульфа Каринтійського, присвоїв собі титул герцога Франконії. Старший син Конрада Старшого, Конрад, після смерті Людовіка IV Дитя, останнього представника династії Каролінгів у Східно-Франкському королівстві, був обраний 911 року новим королем, передавши Франконію своєму братові Ебергарду.
Проте внаслідок правління Конрада I королівська влада помітно ослабла. Конраду не вдалося нічого вдіяти з правителями інших племінних герцогств. У результаті після смерті бездітного Конрада новим королем у 919 році був обраний один із супротивників Конрада — Генріх I Птахолов, герцог Саксонії. Брат Конрада, Ебергард, підтримав вибір нового короля. Він зберігав вірність Генріху за його життя, проте після його смерті повстав у 937 році проти Оттона I, спадкоємця Генріха. У 939 році Ебергард загинув у битві при Андернаху.
Прямих спадкоємців він не залишив, тому Оттон приєднав Франконію до своїх володінь, і вона опинилася під прямим керуванням короля, а пізніше імператора Священної Римської імперії. З того часу герцогство як самостійне володіння перестало існувати.
У 1116/1120 роках титул герцога Франконії носив Конрад Гогенштауфен, брат швабського герцога Фрідріха II, який пізніше став під ім'ям Конрад III королем Німеччини, але невідомо, які саме володіння перебували під його владою.
В 1168 році імператор Фрідріх I Барбаросса присвоїв титул «герцог Франконії» єпископам Вюрцбурга.
Станом на XIII століття на території колишнього князівства утворилися, серед інших, такі держави:
| - Вюрцбурзьке принц-єпископство - Фульдське абатство - Графство Абенберг - Графство Геннеберг - Графство Гогенлое - Графство Лауфен - Графство Левенштейн | - Курпфальц - Графство Нассау - Графство Рінек - Графство Тругендінген - Графство Вайгінген - Графство Вертгайм - Графство Вільдберг |  |

## Список герцогів Франконії
Конрадини
- ???–906: Конрад (I) Старший (пом. 906), герцог Франконії
- 906–911: Конрад (II) (890–918), герцог Франконії 906–911, король Німеччини (Конрад I) з 911 року, син попереднього
- 911–939: Ебергард (пом. 939), герцог Франконії з 911 року, брат попереднього

Гогенштауфени
- 1116/1120: Конрад (III) (1093–1152), герцог Франконії 1116/1120, антикороль Німеччини 1127–1135, король Німеччини (Конрад III) з 1138 року

З 1168 року титул «герцог Франконії» носили єпископи Вюрцбурга.